# جواد اندلسی
جواد اندلسی (عربی: جواد الأندلسي؛ زادهٔ ۱۵ ژوئیهٔ ۱۹۵۵) بازیکن سابق و مربی فوتبال اهل مراکش است.
وی همچنین در تیم ملی فوتبال مراکش بازی کرده‌است.